# Amsterdam (Chanson)
Amsterdam ist ein Chanson des belgischen Sängers Jacques Brel. In Form eines Crescendo beschreibt es das teilweise wüste Treiben der Matrosen auf Landgang im Rotlichtviertel der niederländischen Hauptstadt Amsterdam.

## Entstehung

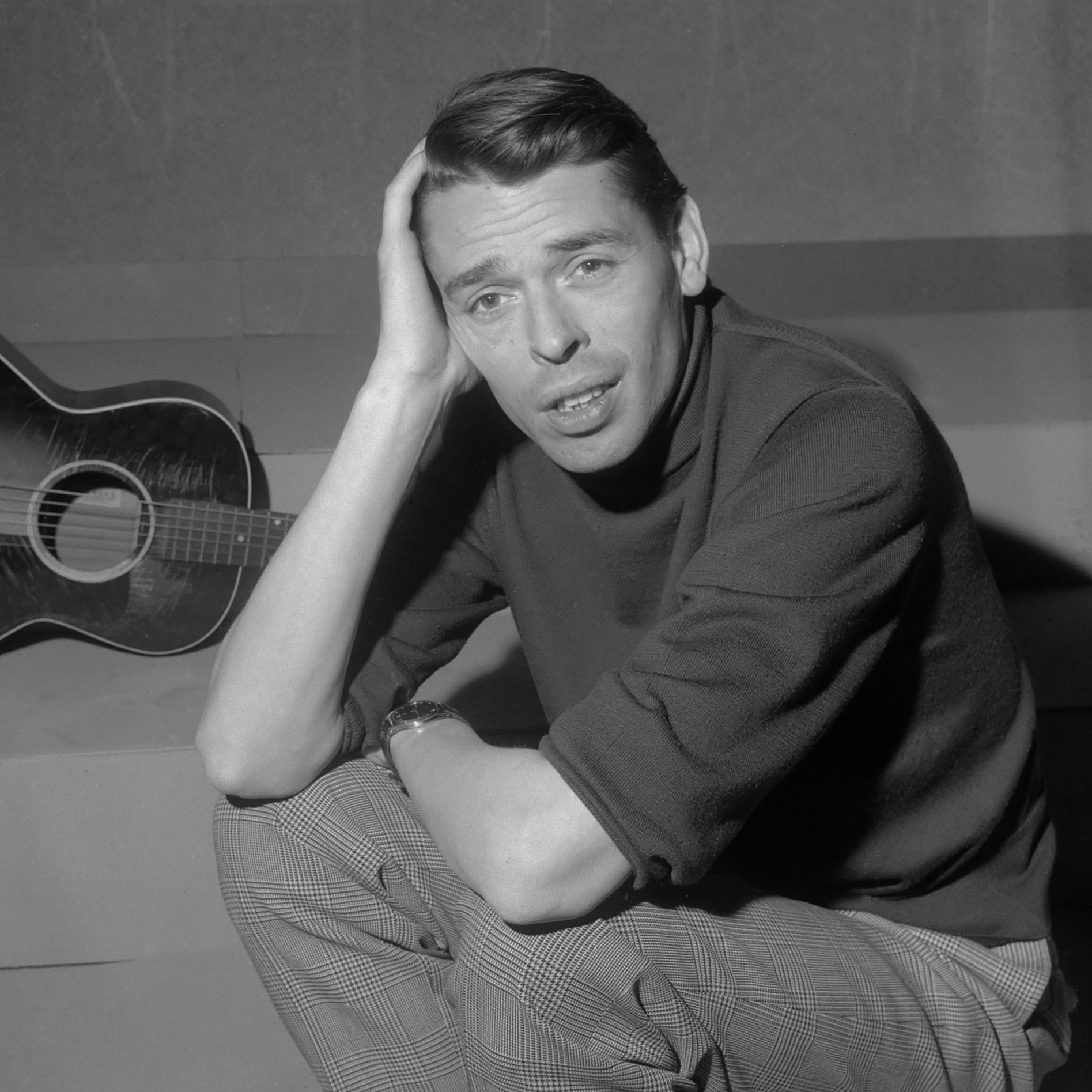
Jacques Brel, 1962

Die Melodie von Amsterdam ist entfernt an die englische Volksweise Greensleeves angelehnt. Jacques Brel selbst nahm das Chanson nicht in einer Studioversion auf, da er es nach Aussage seines Arrangeurs François Rauber nicht wirklich mochte. Die einzige von Brel erhaltene Aufnahme befindet sich auf seinem Livealbum Enregistrement Public à l’Olympia 1964 aus dem Pariser Olympia – dennoch wurde das Chanson zu einer der populärsten Kompositionen des Chansoniers.
Der ursprüngliche Titel Dans le port d’Anvers bezog sich auf die Hafenstadt Antwerpen aus Brels Heimat Belgien. Allerdings fehlte Brel hier eine Silbe zur Melodie, so dass er die Stadt zu Amsterdam änderte.

## Text und Musik
Brel erzählt von den „marins“, den Matrosen, im Hafen von Amsterdam. „Dans le port d'Amsterdam“ – die Worte werden dreimal wiederholt in der ersten der vier Strophen, sie stehen am Anfang jeder Strophe, und am Ende der vierten Strophe werden sie als Schlussakkord noch zweimal den pro Strophe üblichen sechzehn Versen hinzugefügt.
Brel spricht von den Träumen der Matrosen (Strophe 1), sie sind melancholisch und voller Dramen („pleins de drames“). Er spricht von ihrer Art, Kabeljau und „frites“ zu essen (Strophe 2): Die Fische sind frisch (Brel deutet beim Vortrag gestisch die Wassertropfen an), und die Matrosen sind Typen „à décroisser la lune“, die also den Mond „geradebiegen“ können. In der dritten Strophe zeigt Brel ihre Art, mit den Hafenmädchen zu tanzen, also den Prostituierten. Die Matrosen tanzen „comme des soleils crachés“  („wie ausgespuckte Sonnen“). Und er spricht von ihrer Trunkenheit: „ils boivent et reboivent (…) à la santé des putains d’Amsterdam“ („Sie trinken und trinken weiter (…) auf das Wohl der Nutten von Amsterdam“). 
Im Finale tritt ein lyrisches Ich auf: „Et ils pissent comme je pleure / Sur les femmes infidèles“ („Und sie pissen, so wie ich über die untreuen Frauen weine“). Ein einzelner trauriger Beobachter steht einer Gruppe von feiernden und sich unanständig benehmenden (lachenden, tanzenden, saufenden, grölenden, rülpsenden, pissenden und vögelnden) Seeleuten gegenüber, die ihn gleichwohl faszinieren. 
Der Inhalt wird durch die Musik und den Vortrag unterstützt. Das Lied wird immer stärker, dynamischer und dramatischer. Alle Strophen werden vom Akkordeon untermalt, das auch im Text eine Rolle spielt. Dann kommen die anderen Instrumente hinzu und der Walzer beginnt, der Walzer, den die Matrosen im Text tanzen, und der Walzer in der Musik. Beim Auftritt Brels 1964 im Pariser Olympia bewegt sich der Sänger selbst im Walzerrhythmus.
Auch das Versmaß unterstützt diesen Eindruck von Bewegung: Zweimal sechs Silben, die jeweils die dritte Silbe und den Reim betonen, ergeben den Rhythmus einer Barkarole. Es entsteht eine Bewegung, die Stéphane Hirschi an das „Stampfen“ um die Querachse eines Bootes bei heftigem Seegang erinnert.
Das zunehmende Crescendo der Musik und die dramatische Steigerung des Textes mündet in einem pathetischen Finale: Brel ist im Verlauf des Vortrags so emotional geworden, dass er die letzten Worte beinahe unter Tränen hervorstößt, was laut Hirschi den Zuhörer oder Zuschauer ergriffen zurücklässt.

## Interpretation
Laut Jean-Luc Pétry spricht Brel in Amsterdam ewige Themen an: das Leben, den Tod, die Frauen, das Fest, das Meer. Die beschriebenen Seeleute scheinen das Meer in sich selbst zu tragen. Sie transportieren für den Zuhörer ein wildes, wirbelndes und maßloses Universum. In dem zunehmenden Crescendo des Liedes, das immer schneller und heftiger wird, wird die Kneipe selbst zu einem Boot im Sturm, einem Schiff in Seenot. Es spiegelt Brels eigene Vorliebe für das Fest, die Schifffahrt und das Meer wider und lädt den Zuhörer auf eine Reise ein.
Von der Geburt der Matrosen bis zu ihrem Tod spannt das Chanson den Zyklus des Lebens und des Aufgehens des Menschen in der Natur. Das Spannungsverhältnis zwischen Leben und Tod reicht bis in die Wortwahl. So stehen etwa in der ersten Strophe „chantent“ („singen“), „rêves“ („Träume“), „premières lueurs“ („erste Lichtstrahlen“) für das Leben, „hantent“ („spuken“), „dorment“ („schlafen“), „mornes“ („trübselig“) mit seinem Anklang an „mort“ („Tod“) sowie das doppeldeutige „bière“ („Bier“, aber auch „Sarg“) für den Tod.
Ein zweiter Gegensatz, den das Chanson für Stéphane Hirschi aufbaut, ist jener zwischen der Materie und dem Ideal. In der Kneipe lassen die Matrosen all ihren materiellen Gelüsten freien Lauf, dem Essen, dem Trinken, dem Lachen, dem Tanzen. Doch gleichzeitig sehnen sie sich nach einem unerreichbaren Ideal, das durch die Frauen symbolisiert wird, der Liebe. Auffällig ist hierbei, dass das Vokabular in den letzten beiden Strophen an Vulgarität zunimmt, die „putains d’Amsterdam“ („Amsterdamer Huren“) entpersonalisiert werden. Doch die respektlose Art, in der die Matrosen die Prostituierten behandeln, wird von Brel in den abschließenden Versen poetisiert, so als wolle er die Zärtlichkeit hinter der abweisenden Fassade zum Vorschein bringen.
Für Hirschi ist es nicht das reale Amsterdam, das Brel in seinem Chanson besingt, sondern ein Mythos des Hafens, eines Ortes zwischen Land und Meer, zwischen Festigkeit und Dynamik, zwischen Schranken und Freiheit, Realität und Träumen. Schon im Namen „Amsterdam“ liegen die Silben „âme“ („Seele“) und „dames“ („Damen“), zwei ideelle Begriffe, die das materielle Fundament „terre“ („Erde“) umrahmen. So steht die Stadt im Lied für den Konflikt zwischen der flandrischen Heimat, überwiegend einem Binnenland, und der durch das Meer verkörperten Ausbruchssehnsucht der Brel’schen Helden.

## Rezeption
In einer Wahl der niederländischen Tageszeitung Het Parool im Jahr 2011 zum „Amsterdams lijflied“ (Amsterdam-Hymne) landete Brels Amsterdam auf dem dritten Platz.
Eine künstlerische Entgegnung auf Amsterdam ist das Chanson Rotterdam von Léo Ferré, das er erstmals 1969 im Pariser Bobino vortrug. Darin grenzte sich Ferré bewusst von der romantisierenden Verklärung des Straßenlebens in Brels Chanson ab.

## Auswahl bekannter Interpretationen
Amsterdam war eines der Chansons, die Mort Shuman für sein 1968 in New York aufgeführtes Musical Jacques Brel Is Alive and Well and Living in Paris ins Englische übertrug. Zahlreiche Musiker interpretierten es danach immer wieder neu und übersetzten Amsterdam in andere Sprachen.
- 1967: Scott Walker (Scott)
- 1970: John Denver (auf der LP Take Me to Tomorrow)
- 1973: David Bowie (B-Seite der Single Sorrow)
- 1975: Michael Heltau (Heltau singt Brel), deutsche Übertragung: Werner Schneyder
- 1986: Hildegard Knef (Live 1986), deutsche Übertragung: Werner Schneyder
- 1987: David Bowie (Spider Tour Conversation)
- 1989: Klaus Hoffmann (Ich will Gesang will Spiel und Tanz), deutsche Übertragung: Heinz Riedel; seit 1997 (Klaus Hoffmann singt Brel) benutzt er eine eigene Übertragung, die sich sehr von Riedels unterscheidet.
- 1989: Goodbye Mr. Mackenzie (Good Deeds and Dirty Rags)
- 2001: Romy Haag (Balladen für Huren & Engel) (französisch)
- 2002: Ute Lemper (But One Day …)